# Berliner Verlag

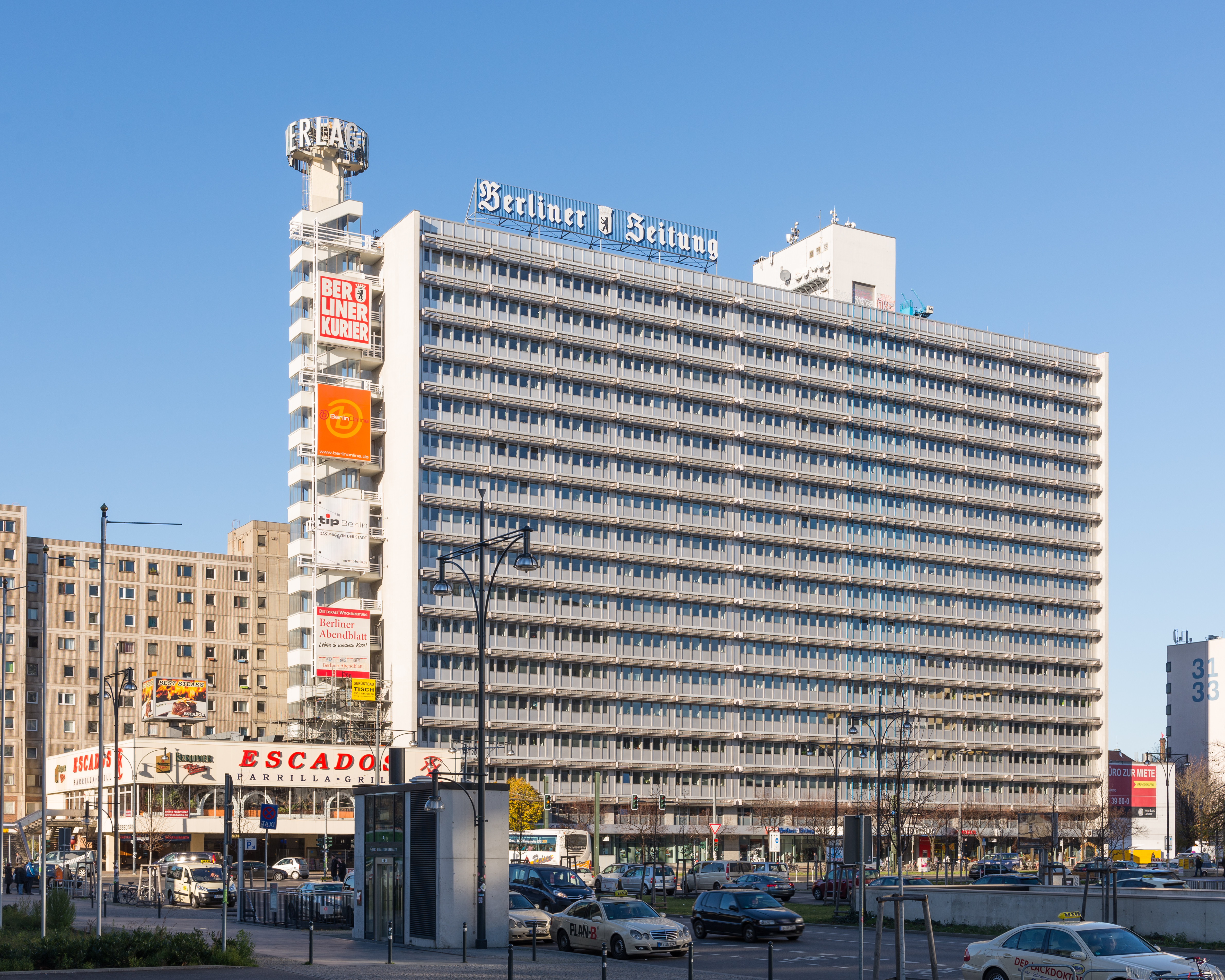
Hoofdkantoor

Berliner Verlag GmbH is een Duitse uitgever van kranten en tijdschriften. Het kantoor is gevestigd in stadsdeel Berlin-Mitte.

## SBZ/DDR tijd
Het Berliner Verlag werd nog voor de oprichting van de DDR in 1945 als kranten- en tijdschriftenuitgeverij opgericht. 
De uitgeverij was gespecialiseerd in kranten en tijdschriften en gaf in Berlijn de volgende kranten en tijdschriften uit:
- Berliner Zeitung als dagblad
- BZ am Abend als dagblad
- Freie welt als handelsblad
- Wochenpost als weekblad
- FF dabei als tvgids
- Neue Berliner Illustrierte als handelsblad
- Für Dich als vrouwenblad
- Horizont als tijdschrift voor bijvoorbeeld reisverhalen

Rudolf Barbarino was van 1967 tot 1983 directeur

## Portfolio
Berliner Verlag geeft momenteel de volgende kranten en/of tijdschriften uit:
- Berliner Zeitung
- Berliner Kurier Boulevardzeitung
- Tip Stadtmagazin
- Berliner Abendblatt en Warnow Kurier

## Weblinks
- Website Berliner Verlags[dode link]